# Otomar Krejča
Otomar Krejča (Skrýšov, 23 novembre 1921 – Praga, 6 novembre 2009) è stato un attore teatrale e regista teatrale ceco.

## Biografia
Prima di diventare regista teatrale, Otomar Krejča aveva avuto una brillante carriera di attore. Aveva cominciato a recitare con il grande regista ceco Burian al Teatro Nazionale di Praga (in lingua ceca: Národní divadlo), ed ebbe molto successo interpretando i ruoli di Otello, di don Giovanni, e soprattutto quello del Conte di Warwick in Santa Giovanna di George Bernard Shaw.
Nel 1956 ottenne la direzione artistica del Teatro Nazionale di Praga, dedicandosi principalmente alla regia teatrale. Il repertorio delle sue messe in scena era molto vasto e comprendeva opere di autori sia classici che contemporanei, cecoslovacchi (soprattutto giovani autori cechi insofferenti del realismo socialista come Václav Havel o Josef Topol) e non.
Nel 1965 Krejča seguì il drammaturgo Karel Kraus, lo scenografo Josef Svoboda e gli attori Jan Triska e Marie Tomášová che avevano lasciato il Teatro Nazionale di Praga per fondare il Divadlo za branou ("Teatro dietro la porta"). Fino al 1972, anno in cui il teatro verrà chiuso per disposizione delle autorità, il Divadlo za branou fu una delle sedi artistiche più feconde di Praga e la fama di Krejča si diffuse in tutta Europa. La prima regia di Otomar Krejča fu la commedia di Josef Topol, La Gatta sulle rotaie (in ceco: Kočka na kolejích). Tra i più ragguardevoli successi figurano sia rappresentazioni di autori classici quali Shakespeare, de Musset e soprattutto Čechov. Gli spettacoli realizzati in questa sede (tra i quali Tre sorelle, Ivanov e Il gabbiano di Čechov, Il pappagallo verde di Schnitzler e Lorenzaccio di Alfred de Musset) ottennero ovunque elogi dalla critica più autorevole e vennero rappresentati in prestigiosi festival internazionali. I suoi spettacoli vennero portati tutti anche in Italia e rappresentati soprattutto al Teatro Stabile di Genova. Caratteristica delle sue regie era la costante presenza sulla scena di tutti gli attori i quali venivano illuminati, uscendo dall'ombra precedente, nelle scene pertinenti; la l'evoluzione temporale degli eventi e lo spazio scenico erano in tal modo integrati in un intreccio che dava alle rappresentazioni di Krejča un carattere definito, con terminologia musicale, "polifonico".
Nel 1971 venne allontanato dal Divadlo za branou per aver aderito alla Primavera di Praga, mentre il teatro venne chiuso definitivamente l'anno dopo. Grazie alle proteste dell'opinione pubblica mondiale, gli fu permesso in seguito di lasciare la Cecoslovacchia per recarsi dapprima a Düsseldorf, dove tornò all'attività registica nel 1974 con l'allestimento del Platonov di Čechov, poi in Francia e in Italia. Nel 1990, dopo la cosiddetta "Rivoluzione di velluto", Krejča poté nuovamente riaprire il teatro Divadlo za branou a Praga e riprendere l'attività di regista in patria e all'estero, fino alla sua morte.

## Riconoscimenti
- Premio Pirandello (1976-78)